# UTC-03:00

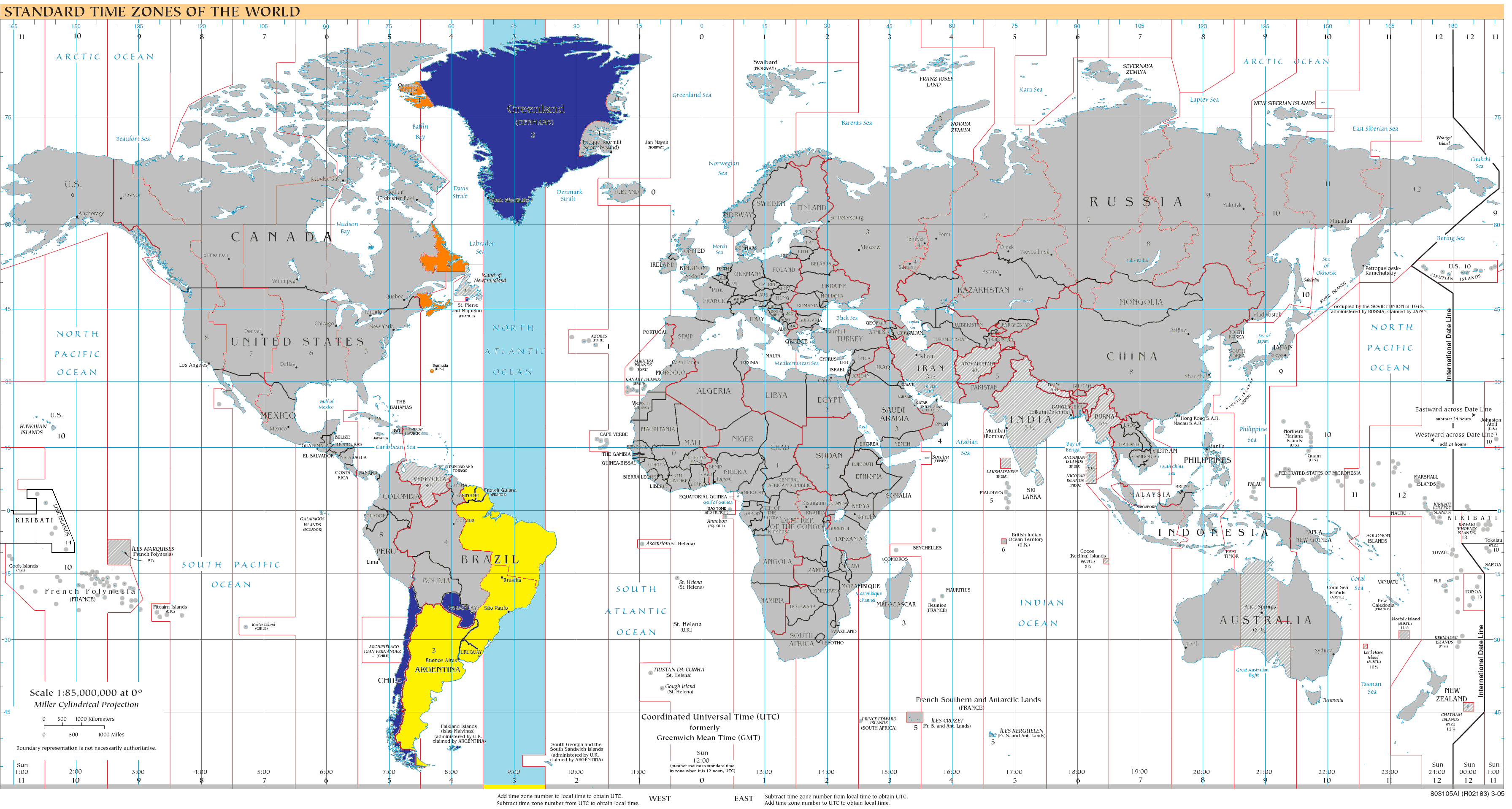
Mapa de UTC-03:00

UTC-03:00 es el vigésimo noveno huso horario del planeta cuya ubicación geográfica se encuentra en el meridiano 45 oeste. Aquellos países que se rigen por este huso horario se encuentran 3 horas por detrás del meridiano de Greenwich.

## Hemisferio norte

### Países que se rigen por UTC-03:00 todo el año
| Abreviatura | Nombre Completo                               | País                          |
| ----------- | --------------------------------------------- | ----------------------------- |
| BRT         | Hora de Brasilia (Brasilia Time)              | Brasil - Amapá - Pará (parte) |
| GFT         | Hora de Guayana Francesa (French Guiana Time) | Francia - Guayana Francesa    |
| SRT         | Hora de Surinam (Suriname Time)               | Surinam                       |

### Países que se rigen por UTC-03:00 en Horario Estándar
| Abreviatura | Nombre Completo                                                       | País                           |
| ----------- | --------------------------------------------------------------------- | ------------------------------ |
| PMST        | Hora Estándar de Pedro y Miquelón (Pierre and Miquelon Standard Time) | Francia - San Pedro y Miquelón |

### Países que se rigen por UTC-03:00 en Horario de Verano
| Abreviatura | Nombre Completo                                       | País |
| ----------- | ----------------------------------------------------- | --- |
| ADT         | Hora de Verano del Atlántico (Atlantic Daylight Time) | Canadá - Islas del Príncipe Eduardo - Nueva Escocia - Nuevo Brunswick - Terranova y Labrador (parte oeste) Dinamarca - Groenlandia - Base aérea de Thule Reino Unido - Bermudas |

## Hemisferio sur

### Países que se rigen por UTC-03:00 todo el año
| Abreviatura | Nombre Completo                                                     | País |
| ----------- | ------------------------------------------------------------------- | --- |
| ART         | Hora de Argentina (Argentina Time)                                  | Antártida - Base Carlini Argentina |
| BRT         | Hora de Brasilia (Brasilia Time)                                    | Brasil - Alagoas - Bahía - Ceará - Distrito Federal - Espírito Santo - Goiás - Maranhão - Minas Gerais - Pará (parte) - Paraíba - Paraná - Pernambuco - Piauí - Río de Janeiro - Río Grande del Norte - Río Grande del Sur - Santa Catarina - São Paulo - Sergipe - Tocantins |
| CLST        | Hora de Verano de Chile (Chile Summer Time)                         | Antártida - Base Palmer Chile - Región de Aysén del General Carlos Ibáñez del Campo - Región de Magallanes y de la Antártica Chilena |
| FKST        | Hora de Verano de las Islas Malvinas (Falkland Islands Summer Time) | Reino Unido - Islas Malvinas |
| PYT         | Hora de Paraguay (Paraguay Time)                                    | Paraguay |
| UYT         | Hora de Uruguay (Uruguay Time)                                      | Uruguay |

### Países que se rigen por UTC-03:00 en Horario de Verano
| Abreviatura | Nombre Completo                             | País                                                                            |
| ----------- | ------------------------------------------- | ------------------------------------------------------------------------------- |
| CLST        | Hora de Verano de Chile (Chile Summer Time) | Chile (excepto la Isla de Pascua, la Región de Aysén y la Región de Magallanes) |